# 覚林房
覚林房（かくりんぼう）は、山梨県身延町にある日蓮宗の総本山、身延山久遠寺の塔頭寺院にして宿坊。身延町名産のゆばを使った懐石料理で名高い。境内の日本庭園と心地池は夢窓疎石の作で身延町指定文化財。又、瑞門（山門）に掲げられている「行学院」の扁額は本阿弥光悦の筆による。通師法縁。

## 概要
身延山中興の祖にして久遠寺11世の法主であった日朝が開基隠棲した塔頭寺院。身延山興隆に心血を注ぐあまり失明した日朝が信仰の力でこれを克服し、後世、法華経を信仰する人が眼病で苦しんでいたら守護して平癒させると言う誓願を立てたことから、「目の神様」、「学業の神様」の寺としても知られている。
境内には本堂とは別に日朝堂（旧称は朝師堂）が建ち、堂内には徳川将軍家の寄進による天井彫りがある。また、日朝の墓を御堂で覆った御廟が隣接している。
近年はゆばと旬の食材を使った予約制の懐石料理「湯葉御膳」が人気で、宿泊以外に食事目的で訪れる観光客も多い。又、第42世の現住職はひぐち日誠名義で、ヤマケイ出版から本も出している作家でもある。

## 文化財
町指定有形文化財
- 夢窓疎石作庭園及び心地池 - 1702年（元禄15年）完成

## 伽藍
- 瑞門
- 本堂
- 日朝堂
- 日朝御廟